# Tiefschwarze Glanzeule
Die Tiefschwarze Glanzeule (Amphipyra livida), auch Hochglanzeule oder Schwarze Hochglanzeule genannt, ist ein Schmetterling (Nachtfalter) aus der Familie der Eulenfalter (Noctuidae).

## Merkmale

### Falter
Die Falter erreichen eine Flügelspannweite von 39 bis 45 Millimetern. Die Vorderflügel sind einfarbig glänzend schwarz bis schwarzbraun gefärbt. Zuweilen schimmern sie leicht violett oder bläulich. Auf diese Erscheinung ist auch der wissenschaftliche Name zurückzuführen (lateinisch: livida = bläulich). Eine Zeichnung ist nicht erkennbar. Die Hinterflügel zeigen eine orangebraune oder rötlichgraue bis gelbliche Farbe. Der Saumbereich ist verdunkelt. Männliche Falter haben kurz gezähnte Fühler. Die Fühler der Weibchen sind fadenförmig.

### Ei, Raupe, Puppe
Das kegelförmige, an der Basis stark abgeflachte Ei ist mit stark gezackten Längsrippen versehen. Es verändert seine Farbe von zunächst hellblau über rötlichbraun bis zu glasigblau.
Ausgewachsene Raupen haben eine graugrüne oder bläulichgraue Färbung mit dünnen weißen Nebenrückenlinien sowie deutlichen weißen bis gelblichen Seitenstreifen.
Die rötlichbraune Puppe zeigt zwei entgegengesetzt gekrümmte Dornen sowie einige kleine Borsten am Kremaster.

### Ähnliche Arten
Aufgrund der sehr markanten Färbung sind die Falter unverwechselbar.

## Geographische Verbreitung und Lebensraum
Die Tiefschwarze Glanzeule ist im mittleren und südlichen Europa lokal verbreitet. Bei nördlichen Funden dürfte es sich um Zuwanderer handeln. Sie kommt außerdem in Kleinasien sowie weiter durch Zentralasien bis Korea und China vor. In Japan ist die ssp.corvina heimisch. Die Art bevorzugt Mischwaldgebiete, Auenwälder und Parklandschaften. In Österreich ist die Art vor allem nördlich der Donau (etwa Waldhausen im Mühlviertel) und im Burgenland verbreitet.

## Lebensweise
Die Falter sind nachtaktiv und fliegen auch künstliche Lichtquellen sowie besonders gerne angelegte Köder an. Ihre Hauptflugzeit umfasst die Monate August bis Oktober. Die Raupen leben von April bis Juni und ernähren sich von niedrigen Pflanzen z. B. von Löwenzahn (Taraxacum) oder Habichtskraut (Hieracium). Die Art überwintert als Ei.

## Gefährdung
In Deutschland kommt die Tiefschwarze Glanzeule nur in sehr wenigen Regionen vor und wird auf der Roten Liste gefährdeter Arten in Kategorie 1 (vom Aussterben bedroht) geführt.